# Ralf Fröchtenicht
Ralf Fröchtenicht (* 1964) ist ein deutscher Manager und seit Juli 2019 Geschäftsführer der BMW Österreich Holding GmbH.

## Leben
Ralf Fröchtenicht studierte Physik an der Georg-August-Universität Göttingen, wo er 1988 zum Diplom-Physiker graduierte. Seine experimentelle Doktorarbeit schrieb er am Max-Planck-Institut für Strömungsforschung  und promovierte 1992 zum Dr. rer. nat. an der Georg-August-Universität Göttingen. 1993–1994 arbeitete Fröchtenicht als wissenschaftlicher Assistent am Max-Planck-Institut für Strömungsforschung. Für „herausragende wissenschaftliche Leistungen“ wurde Ralf Fröchtenicht 1993 die Otto-Hahn-Medaille der Max-Planck-Gesellschaft verliehen.  Als Postdoc war er 1993 am California Institute of Technology (Caltech), Pasadena, USA bei Ahmed Zewail (Chemie-Nobelpreis 1999) tätig.
1995 trat Fröchtenicht in die BMW AG ein und hatte seither verschiedene Leitungsfunktionen in den Ressorts Entwicklung, Finanzen, Produktion und Einkauf und Lieferantennetzwerk der BMW AG inne. Er war u. a. verantwortlich für die Produktion, Technologie und Versorgungssicherung der CFK Leichtbau-Komponenten für die Karosserien des BMW i3 und BMW i8. Schwerpunkte seiner Aktivitäten bei der BMW AG sind die Themen Leichtbau-Materialien  und Nachhaltigkeit sowie Führung und Mentoring. Seit Juli 2019 ist Fröchtenicht Geschäftsführer der BMW Österreich Holding GmbH und CFO der BMW Motoren GmbH.
Seit 2017 ist er Vorsitzender des Kuratoriums des Fraunhofer-Institut für Gießerei-, Composite- und Verarbeitungstechnik (IGCV).
Er ist verheiratet mit Friederike Wall.

## Mitgliedschaften
- Vorsitzender des Kuratoriums des Fraunhofer-Instituts für Gießerei-, Composite- und Verarbeitungstechnik IGCV[13]
- Wirtschaftskammer Österreich, Fachverband der Fahrzeugindustrie[14]
- Vereinigung der Österreichischen Industrie (Industriellenvereinigung)
  - Ausschuss für Forschung, Technologie & Innovation
  - Ausschuss für Steuerpolitik & Kapitalmarktfragen

## Auszeichnungen
- 1980/81: Sonderpreis Schülerwettbewerb Deutsche Geschichte um den Preis des Bundespräsidenten[15]
- 1993: Otto-Hahn-Medaille der Max-Planck-Gesellschaft[4]

## Schriften (Auswahl)
- R. Fröchtenicht, J. P. Toennies, A. Vilesov. „High-resolution infrared-spectroscopy of SF6 embedded in He clusters“ 1994. Chem. Phys. Lett. 229:1–7
- R. Fröchtenicht, „The photodissociation of toluene studied by forward photofragment translational spectroscopy“, J. Chem. Phys. 102, 4850 (1995)
- R. Fröchtenicht, M. Kaloudis, M. Koch and F. Huisken, „Vibrational spectroscopy of small water complexes embedded in large liquid helium clusters“, J. Chem. Phys. 105, 6128 (1996)
- R. Fröchtenicht und F. Wall, „Beiträge der Naturwissenschaften für das Risikomanagement in Unternehmen. Skizzenhafte Bemerkungen am Beispiel der Physik“, in „Risikoökonomie: Spektren des Risikos in Wirtschaft und Gesellschaft“, Marburg, Metropolis-Verlag, 2003, ISBN 3-89518-447-0, S. 101–123.
- R. Fröchtenicht, „Bedeutung des Leichtbaus für die Automobilindustrie. Herausforderungen, Chancen und Lösungen“, Keynote, 1. Lightweighting Summit des Bundesministerium für Wirtschaft in Kooperation mit der Initiative Leichtbau und der Hannover Messe, 2.4.2019 (Stream: https://www.tvonweb.de/kunden/dmag/hm2019/light/index.de.php)
- R. Fröchtenicht, „Sustainability in the Supply Chain“, Plenary talk, Sønderborg Climate Neutrality Conference 2021 (Stream: https://event.sdu.dk/climateconference/conference-archive)